# Granit Xhaka
Granit Xhaka (Bazel, 27 september 1992) is een Zwitsers-Albanees voetballer die doorgaans als middenvelder speelt. Hij verruilde Arsenal in juli 2023 voor Bayer Leverkusen. Xhaka debuteerde in 2011 in het Zwitsers voetbalelftal, waarvoor hij in november 2023 Heinz Hermann passeerde als recordinternational. Hij is de jongere broer van Taulant Xhaka.

## Clubcarrière

### FC Basel
Xhaka werd in Zwitserland geboren als zoon van Albanese ouders afkomstig uit Kosovo. Hij maakte op 28 juli 2010 zijn debuut in het betaald voetbal, toen hij met FC Basel een kwalificatiewedstrijd voor de UEFA Champions League speelde tegen Debreceni VSC (0–2 winst). Hij maakte het tweede doelpunt in die wedstrijd. Met Basel werd hij tweemaal landskampioen.

### Borussia Mönchengladbach
Xhaka tekende in mei 2012 een vijfjarig contract bij Borussia Mönchengladbach, dat 8,5 miljoen euro voor hem betaalde aan Basel. Daarmee werd hij achtereenvolgens achtste, zesde, derde en vierde in de Bundesliga.

### Arsenal
Xhaka verruilde Borussia Mönchengladbach na afloop van het seizoen 2015/16 voor Arsenal, dat net als tweede was geëindigd in de Premier League. De Engelse club betaalde 45 miljoen euro voor hem. Xhaka speelde in zeven seizoenen 225 wedstrijden voor Arsenal in de Premier League. Dat speelde in zijn eerste zes jaar bij de club net onder de top vier, de plaatsen die recht gaven op deelname aan de Champions League. In seizoen 2020/21 lukte het Arsenal zelfs helemaal niet om zich voor Europees voetbal te plaatsen. Wel wonnen zijn ploeggenoten en hij in zowel 2016/17 als 2019/20 de FA Cup en in zowel 2017 als 2020 het Community Shield. Xhaka's laatste seizoen bij Arsenal was het meest succesvolle in de Premier League. Zijn ploeggenoten en hij werden tweede en waren tot zes wedstrijden voor het einde van de competitie koploper. Xhaka speelde dat seizoen op één na alle competitierondes en had met zeven competitietreffers ook het productiefste jaar in zijn carrière wat betreft doelpunten.

### Bayer Leverkusen
Xhaka keerde in juli 2023 terug naar Duitsland en tekende een contract tot medio 2027 bij Bayer Leverkusen. Op 12 augustus maakte hij in de beker tegen FC Teutonia Ottensen zijn debuut voor de club. Op 23 februari 2024 maakte hij tegen 1. FSV Mainz 05 zijn eerste doelpunt voor Bayer. Op 14 april was Xhaka tegen Werder Bremen trefzeker in een 5-0 overwinning, wat de eerste landstitel in de geschiedenis van de club opleverde. Op 18 mei won Xhaka ook de laatste competitiewedstrijd van het seizoen, waardoor het ongeslagen kampioen werd, iets wat zelfs recordkampioen Bayern München nog nooit gelukt was. Vier dagen later verloor het de Europa League-finale van Atalanta Bergamo, wat de eerste nederlaag van het seizoen betekende. Daardoor zat een ongeslagen treble er niet in, aangezien weer drie dagen later ook de DFB-Pokal-finale werd gewonnen van 1. FC Kaiserslautern. Xhaka was zelf verantwoordelijk voor de enige treffer van de wedstrijd. 

## Clubstatistieken
| Seizoen | Club                     | Competitie       | Competitie | Competitie | Beker | Beker | Europa | Europa | Totaal | Totaal |
| Seizoen | Club                     | Competitie       | Wed.       | Dlp.       | Wed.  | Dlp.  | Wed.   | Dlp.   | Wed.   | Dlp.   |
| ------- | ------------------------ | ---------------- | ---------- | ---------- | ----- | ----- | ------ | ------ | ------ | ------ |
| 2008/09 | FC Basel U21             | Promotion League | 10         | 1          | —     | —     | —      | —      | 10     | 1      |
| 2009/10 | FC Basel U21             | Promotion League | 22         | 8          | —     | —     | —      | —      | 22     | 8      |
| 2010/11 | FC Basel U21             | Promotion League | 5          | 2          | —     | —     | —      | —      | 5      | 2      |
| 2010/11 | FC Basel                 | Super League     | 20         | 1          | 3     | 0     | 6      | 1      | 29     | 2      |
| 2011/12 | FC Basel                 | Super League     | 24         | 1          | 6     | 0     | 8      | 0      | 38     | 1      |
| 2012/13 | Borussia Mönchengladbach | Bundesliga       | 22         | 1          | 2     | 0     | 9      | 0      | 33     | 1      |
| 2013/14 | Borussia Mönchengladbach | Bundesliga       | 28         | 0          | 1     | 0     | —      | —      | 29     | 0      |
| 2014/15 | Borussia Mönchengladbach | Bundesliga       | 30         | 2          | 3     | 0     | 9      | 3      | 42     | 5      |
| 2015/16 | Borussia Mönchengladbach | Bundesliga       | 28         | 3          | 3     | 0     | 5      | 0      | 37     | 3      |
| 2016/17 | Arsenal                  | Premier League   | 32         | 2          | 7     | 1     | 7      | 1      | 46     | 4      |
| 2017/18 | Arsenal                  | Premier League   | 38         | 1          | 3     | 1     | 6      | 1      | 47     | 3      |
| 2018/19 | Arsenal                  | Premier League   | 29         | 4          | 2     | 0     | 9      | 0      | 40     | 4      |
| 2019/20 | Arsenal                  | Premier League   | 31         | 1          | 6     | 0     | 4      | 0      | 41     | 1      |
| 2020/21 | Arsenal                  | Premier League   | 31         | 1          | 4     | 0     | 10     | 0      | 45     | 1      |
| 2021/22 | Arsenal                  | Premier League   | 27         | 1          | 3     | 0     | —      | —      | 30     | 1      |
| 2022/23 | Arsenal                  | Premier League   | 37         | 7          | 3     | 0     | 7      | 2      | 47     | 9      |
| 2023/24 | Bayer Leverkusen         | Bundesliga       | 33         | 3          | 6     | 1     | 11     | 0      | 50     | 4      |
| Totaal  | Totaal                   | Totaal           | 419        | 38         | 46    | 3     | 85     | 7      | 550    | 48     |

## Interlandcarrière
Xhaka maakte op 4 juni 2011 zijn debuut in het nationale team van Zwitserland, in een EK-kwalificatiewedstrijd tegen Engeland, evenals Innocent Emeghara (Grasshopper-Club) en Admir Mehmedi (FC Zürich). Deze wedstrijd eindigde in 2–2. In november dat jaar maakte Xhaka zijn eerste interlanddoelpunt, in een vriendschappelijke wedstrijd tegen Luxemburg. In mei 2014 werd Xhaka door bondscoach Ottmar Hitzfeld opgenomen in de selectie voor het wereldkampioenschap 2014 in Brazilië. Toenmalig clubgenoot Christoph Kramer (Duitsland) was ook actief op het toernooi. Ook voor het Europees kampioenschap 2016 in Frankrijk werd Xhaka geselecteerd. Hij speelde in de openingswedstrijd tegen Albanië, waar zijn oudere broer Taulant Xhaka voor uitkwam.
Xhaka maakte eveneens deel uit van de Zwitserse ploeg, die deelnam aan de WK-eindronde 2018 in Rusland. Daar eindigde de selectie onder leiding van bondscoach Vladimir Petković als tweede in groep E, achter Brazilië (1–1) maar vóór Servië (2–1) en Costa Rica (2–2). In de achtste finales ging Zwitserland vervolgens op dinsdag 3 juli met 1–0 onderuit tegen Zweden door een treffer van Emil Forsberg, waarna de thuisreis geboekt kon worden. Xhaka kwam in alle vier de WK-duels in actie voor de nationale ploeg. 
Net als collega's Xherdan Shaqiri en Stephan Lichtsteiner kreeg Xhaka tijdens het toernooi een boete opgelegd door de wereldvoetbalbond FIFA. Aanleiding was de groepswedstrijd tegen Servië. Xhaka maakte in dat duel de 1-1, terwijl Shaqiri in de blessuretijd het winnende doelpunt aantekende (2–1). Beide spelers met Albanees-Kosovaarse roots vierden hun doelpunten door het zogeheten "Doppeladler"-gebaar te maken, een verwijzing naar de dubbelkoppige adelaar uit de vlag van Albanië. Xhaka en Shaqiri moesten ongeveer 8.700 euro betalen, Lichtsteiner de helft. In de nasleep op het incident liet secretaris-generaal Alex Miescher van de Zwitserse voetbalbond in de krant Tagesanzeiger weten dat de bond overwoog om spelers met een dubbele nationaliteit niet meer op te nemen in de nationale selecties.
In de eerste interland na het WK benoemde bondscoach Vladimir Petkovic Xhaka tot nieuwe aanvoerder van Zwitserland. Hij maakte ook deel uit van het Zwitserse nationale team op het EK 2020 en het WK 2022. Xhaka speelde op 29 maart 2022 zijn honderdste interland voor Zwitserland, een oefeninterland tegen Kosovo (1–1). Op 15 oktober 2023 tegen Wit-Rusland speelde Xhaka zijn 118'de interland, waarmee hij Heinz Hermann evenaarde als recordinternational van Zwitserland. Een maand later tegen Israël speelde hij zijn 119'de interland, waardoor hij alleen recordhouder werd. Hij werd op 7 juni 2024 door bondscoach Murat Yakin opgenomen in de Zwitserse selectie voor het EK 2024 in Duitsland. Zwitserland overleefde ongeslagen een groep met Hongarije, Schotland en Duitsland en won in de achtste finales van Italië (2–0), voordat het in de kwartfinales op strafschoppen werd uitgeschakeld door Engeland. Xhaka miste als aanvoerder op het toernooi geen minuut aan speeltijd.
| Interlands van Granit Xhaka voor Zwitserland | Interlands van Granit Xhaka voor Zwitserland | Interlands van Granit Xhaka voor Zwitserland | Interlands van Granit Xhaka voor Zwitserland | Interlands van Granit Xhaka voor Zwitserland | Interlands van Granit Xhaka voor Zwitserland | Interlands van Granit Xhaka voor Zwitserland |
| №                                            | Datum                                        | Wedstrijd                                    | Uitslag                                      | Soort wedstrijd                              | Doelpunten                                   |                                              |
| Als speler bij FC Basel                      | Als speler bij FC Basel                      | Als speler bij FC Basel                      | Als speler bij FC Basel                      | Als speler bij FC Basel                      | Als speler bij FC Basel                      | Als speler bij FC Basel                      |
| -------------------------------------------- | -------------------------------------------- | -------------------------------------------- | -------------------------------------------- | -------------------------------------------- | -------------------------------------------- | -------------------------------------------- |
| 1.                                           | 4 juni 2011                                  | ENG – Zwitserland                            | 2 – 2                                        | Kwalificatie EK 2012                         | 0                                            |                                              |
| 2.                                           | 6 september 2011                             | Zwitserland – Bulgarije                      | 3 – 1                                        | Kwalificatie EK 2012                         | 0                                            |                                              |
| 3.                                           | 7 oktober 2011                               | Wales – Zwitserland                          | 2 – 0                                        | Kwalificatie EK 2012                         | 0                                            |                                              |
| 4.                                           | 11 oktober 2011                              | Zwitserland – Montenegro                     | 2 – 0                                        | Kwalificatie EK 2012                         | 0                                            |                                              |
| 5.                                           | 11 november 2011                             | Nederland – Zwitserland                      | 0 – 0                                        | Vriendschappelijk                            | 0                                            |                                              |
| 6.                                           | 15 november 2011                             | Luxemburg – Zwitserland                      | 0 – 1                                        | Vriendschappelijk                            | 1                                            |                                              |
| 7.                                           | 29 februari 2012                             | Zwitserland – Argentinië                     | 1 – 3                                        | Vriendschappelijk                            | 0                                            |                                              |
| 8.                                           | 26 mei 2012                                  | Zwitserland – Duitsland                      | 5 – 3                                        | Vriendschappelijk                            | 0                                            |                                              |
| 9.                                           | 30 mei 2012                                  | Zwitserland – Roemenië                       | 0 – 1                                        | Vriendschappelijk                            | 0                                            |                                              |
| Als speler bij Borussia Mönchengladbach      |                                              |                                              |                                              |                                              |                                              |                                              |
| 10.                                          | 15 augustus 2012                             | Kroatië – Zwitserland                        | 2 – 4                                        | Vriendschappelijk                            | 1                                            |                                              |
| 11.                                          | 7 september 2012                             | Slovenië – Zwitserland                       | 0 – 2                                        | Kwalificatie WK 2014                         | 1                                            |                                              |
| 12.                                          | 11 september 2012                            | Zwitserland – Albanië                        | 2 – 0                                        | Kwalificatie WK 2014                         | 0                                            |                                              |
| 13.                                          | 12 oktober 2012                              | Zwitserland – Noorwegen                      | 1 – 1                                        | Kwalificatie WK 2014                         | 0                                            |                                              |
| 14.                                          | 16 oktober 2012                              | IJsland – Zwitserland                        | 0 – 2                                        | Kwalificatie WK 2014                         | 0                                            |                                              |
| 15.                                          | 14 november 2012                             | Tunesië – Zwitserland                        | 1 – 2                                        | Vriendschappelijk                            | 0                                            |                                              |
| 16.                                          | 6 februari 2013                              | Griekenland – Zwitserland                    | 0 – 0                                        | Vriendschappelijk                            | 0                                            |                                              |
| 17.                                          | 23 maart 2013                                | Cyprus – Zwitserland                         | 0 – 0                                        | Kwalificatie WK 2014                         | 0                                            |                                              |
| 18.                                          | 14 augustus 2013                             | Zwitserland – Brazilië                       | 1 – 0                                        | Vriendschappelijk                            | 0                                            |                                              |
| 19.                                          | 6 september 2013                             | Zwitserland – IJsland                        | 4 – 4                                        | Kwalificatie WK 2014                         | 0                                            |                                              |
| 20.                                          | 10 september 2013                            | Noorwegen – Zwitserland                      | 0 – 2                                        | Kwalificatie WK 2014                         | 0                                            |                                              |
| 21.                                          | 11 oktober 2013                              | Albanië – Zwitserland                        | 1 – 2                                        | Kwalificatie WK 2014                         | 0                                            |                                              |
| 22.                                          | 15 oktober 2013                              | Zwitserland – Slovenië                       | 1 – 0                                        | Kwalificatie WK 2014                         | 1                                            |                                              |
| 23.                                          | 15 november 2013                             | Zuid-Korea – Zwitserland                     | 2 – 1                                        | Vriendschappelijk                            | 0                                            |                                              |
| 24.                                          | 5 maart 2014                                 | Zwitserland – Kroatië                        | 2 – 2                                        | Vriendschappelijk                            | 0                                            |                                              |
| 25.                                          | 30 mei 2014                                  | Zwitserland – Jamaica                        | 1 – 0                                        | Vriendschappelijk                            | 0                                            |                                              |
| 26.                                          | 3 juni 2014                                  | Zwitserland – Peru                           | 2 – 0                                        | Vriendschappelijk                            | 0                                            |                                              |
| 27.                                          | 15 juni 2014                                 | Zwitserland – Ecuador                        | 1 – 2                                        | WK 2014                                      | 0                                            |                                              |
| 28.                                          | 20 juni 2014                                 | Zwitserland – Frankrijk                      | 2 – 5                                        | WK 2014                                      | 1                                            |                                              |

Bijgewerkt op 20 juni 2014.

## Erelijst
| Competitie            |          |                  |          |          |
| Competitie            | Aantal   | Jaren            |          |          |
| FC Basel              | FC Basel | FC Basel         | FC Basel | FC Basel |
| --------------------- | -------- | ---------------- | -------- | -------- |
| Kampioen Super League | 2x       | 2010/11, 2011/12 |          |          |
| Beker van Zwitserland | 1x       | 2011/12          |          |          |
| Arsenal               |          |                  |          |          |
| FA Cup                | 2x       | 2016/17, 2019/20 |          |          |
| FA Community Shield   | 2x       | 2017, 2020       |          |          |
| Bayer Leverkusen      |          |                  |          |          |
| Kampioen Bundesliga   | 1x       | 2023/24          |          |          |
| Zwitserland -17       |          |                  |          |          |
| Wereldkampioen –17    | 1x       | 2009             |          |          |

1 Hrádecký  ·
3 Hincapié ·
4 Tah ·
5 Hermoso ·
7 Hofmann ·
8 Andrich ·
10 Wirtz ·
11 Terrier ·
12 Tapsoba ·
13 Arthur ·
14 Schick ·
16 Buendía ·
17 Kovář ·
18 Sarco ·
19 Tella ·
20 Grimaldo ·
21 Adli ·
22 Boniface ·
23 Mukiele ·
24 García ·
25 Palacios ·
30 Frimpong ·
34 Xhaka ·
36 Lomb ·
44 Belocian ·
Coach: Ten Hag
1 Sommer ·
2 Lichtsteiner  ·
3 Moubandje ·
4 Elvedi ·
5 Akanji ·
6 Lang ·
7 Embolo ·
8 Freuler ·
9 Seferović ·
10 Xhaka ·
11 Behrami ·
12 Mvogo ·
13 Rodríguez ·
14 Zuber ·
15 Džemaili ·
16 Fernandes ·
17 Zakaria ·
18 Gavranović ·
19 Drmić ·
20 Djourou ·
21 Bürki ·
22 Schär ·
23 Shaqiri ·
Coach: Petković
1 Sommer ·
2 Mbabu ·
3 Widmer ·
4 Elvedi ·
5 Akanji ·
6 Zakaria ·
7 Embolo ·
8 Freuler ·
9 Seferović ·
10 Xhaka  ·
11 Vargas ·
12 Mvogo ·
13 Rodríguez ·
14 Zuber ·
15 Sow ·
16 Fassnacht ·
17 Benito ·
18 Mehmedi ·
19 Gavranović ·
20 Fernandes ·
21 Omlin ·
21 Kobel ·
22 Schär ·
23 Shaqiri ·
24 Omeragić ·
25 Cömert ·
26 Lotomba ·
Coach: Petković
1 Sommer ·
2 Fernandes ·
3 Widmer ·
4 Elvedi ·
5 Akanji ·
6 Zakaria ·
7 Embolo ·
8 Freuler ·
9 Seferović ·
10 Xhaka  ·
11 Steffen ·
12 Omlin ·
13 Rodríguez ·
14 Aebischer ·
15 Sow ·
16 Fassnacht ·
17 Vargas ·
18 Cömert ·
19 Okafor ·
20 Frei ·
21 Kobel ·
22 Schär ·
23 Shaqiri ·
24 Köhn ·
25 Rieder ·
26 Jashari ·
Coach: Yakin
1 Sommer ·
2 Stergiou ·
3 Widmer ·
4 Elvedi ·
5 Akanji ·
6 Zakaria ·
7 Embolo ·
8 Freuler ·
9 Okafor ·
10 Xhaka  ·
11 Steffen ·
12 Mvogo ·
13 Rodríguez ·
14 Zuber ·
15 Zesiger ·
16 Sierro ·
17 Vargas ·
18 Duah ·
19 Ndoye ·
20 Aebischer ·
21 Kobel ·
22 Schär ·
23 Shaqiri ·
24 Jashari ·
25 Amdouni ·
26 Rieder ·
Coach: Yakin